# Hereford
Hereford ([hɛɹəfəd] sau hɛɹɪfəd) este reședința comitatului Herefordshire, în regiunea West Midlands, Anglia. Orașul este situat în apropierea frontierei cu Țara Galilor pe râul Wye.
1. ↑   http://www.citypopulation.de/php/uk-england-westmidlands.php?cityid=E34004334 Lipsește sau este vid: |title= (ajutor)